# Saints Peter and Paul Church (San Francisco)

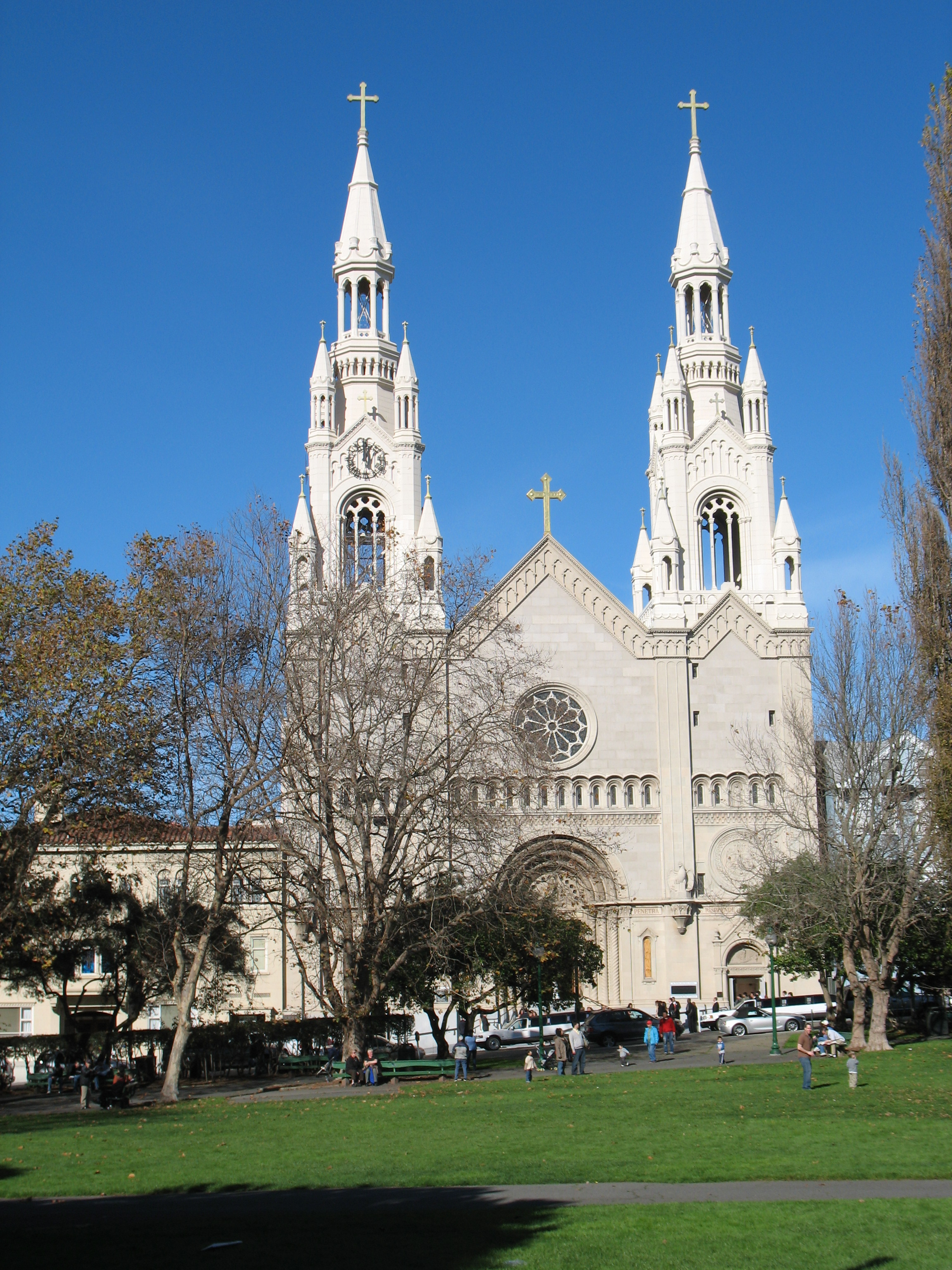
Die Saints Peter and Paul Church

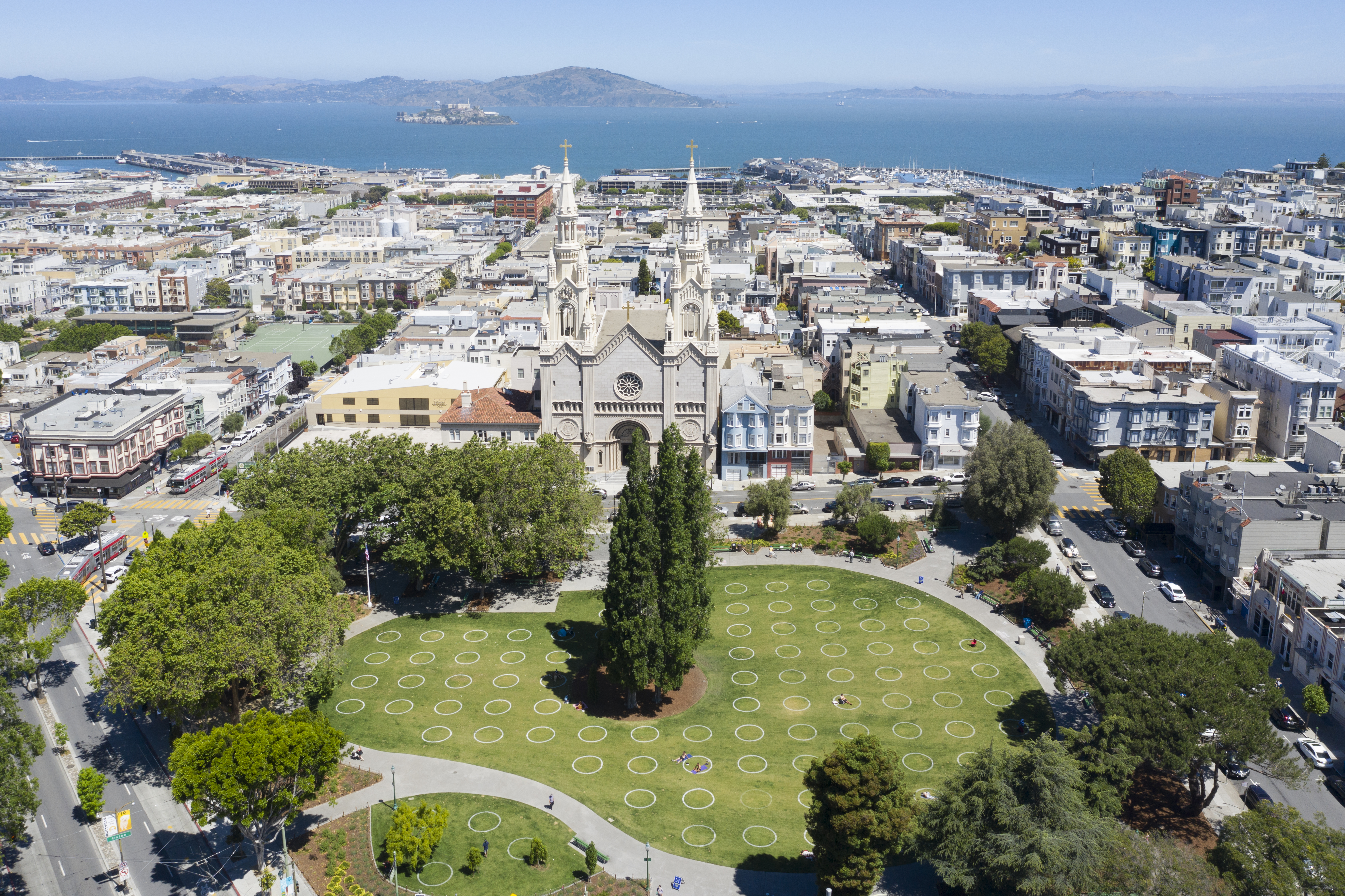
Die Saints Peter and Paul Church, im Vordergrund der Washington Square, getrennt durch die Filbert Street, im Hintergrund Alcatraz Island

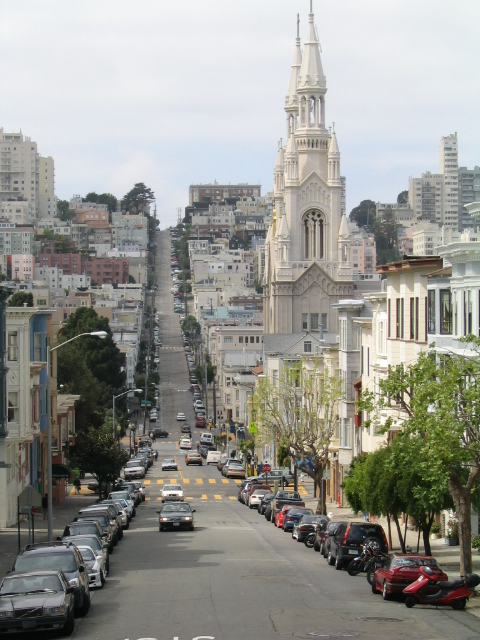
Peter and Paul Church von der Filbert Street mit Blick in Richtung Westen

Die Saints Peter and Paul Church ist eine römisch-katholische Kirche in San Francisco.

## Lage
Ihre Adresse ist 666 Filbert Street im  Distrikt North Beach. Gegenüber auf der anderen Seite der Filbert Street liegt der Stadtpark Washington Square.

## Geschichte
Die Kirche steht in dem Stadtteil, der im 19. Jahrhundert als San Franciscos „Little Italy“ galt.
Ein gleichnamiger Vorgängerbau war 1884 etwas weiter östlich an der Ecke Filbert Street/Grant Avenue errichtet worden. Dieser wurde durch das Erdbeben von San Francisco 1906 zerstört. Unter den Architekten Charles Fantoni und John Porporato begann 1912 der Neubau im italienisch anmutenden Baustil der Neuromanik. Die noch im Bau befindliche Kirche war 1923 Drehort des Kinofilms Die Zehn Gebote, womit Regisseur Cecil B. DeMille den Tempelbau in Jerusalem darstellen wollte.
Markant sind die beiden 58 Meter hohen Türme, die in der ganzen Stadt sichtbar sind, und die über dem Hauptportal angebrachte Rosette mit 4 Metern Durchmesser. Die Fassade ist reich an ornamentalem und figürlichem Schmuck. Ein Zitat aus der Göttlichen Komödie von Dante in italienischer Sprache steht über den Portalen: „La gloria di colui che tutto muove per l’universo penetra e risplende“ (deutsch „Der Ruhm dessen, der alles bewegt, durchdringt und durchstrahlt das All.“).
Der Hochaltar und weitere Einrichtungen wie Madonna-Figuren stammen aus Italien. Die Fertigstellung erfolgte erst mehr als zehn Jahre nach Baubeginn im Jahr 1924. Der architektonische Charakter erinnert daran, dass sich hier ursprünglich vor allem die in der Stadt lebenden Italoamerikaner versammelten.
Hier heiratete im November 1939 der Baseball-Spieler Joe DiMaggio seine erste Frau, die Filmschauspielerin Dorothy Arnold, mit etwa 20.000 um die Kirche versammelten Schaulustigen; die Ehe hielt nur bis 1944. Seine zweite Frau war der Filmstar Marilyn Monroe, die er im Januar 1954 in der City Hall heiratete. Da seine erste Ehe nicht annulliert wurde, konnte die Kirche unter großem Publikumsinteresse lediglich für ein Fotoshooting genutzt werden. DiMaggios Beerdigungsfeier fand am 11. März 1999 ebenfalls in der Kirche statt.

## Heutige Rezeption
In der  Kirche Saints Peter and Paul werden Messen in Englisch, Italienisch und Kantonesisch abgehalten. Die Pfarrei wird von den Salesianern Don Boscos verwaltet. Sie gehört zum Erzbistum San Francisco, dessen Bischofskirche jedoch die ebenfalls in San Francisco befindliche Cathedral of Saint Mary of the Assumption ist.
Der der Kirche gegenüber liegende Washington Square wurde 1847 angelegt.